# 마이크 티어넌
마이크 조세프 티어넌(Mike Joseph Tiernan, 1867년 1월 21일 ~ 1918년 11월 7일, 뉴저지주 트렌턴)은 미국의 야구 선수로, 메이저 리그 야구에서 1887년부터 1899년까지 뉴욕 자이언츠에서 우익수로 뛰었다. 1890년과 1891년, 2년 연속 내셔널 리그 홈런왕을 차지했고, 통산 타율 .311을 기록했다. 통산 106홈런으로 야구 명예의 전당 입성자 댄 브루서스와 함께 19세기 타자 중 4위이다.